# 派特·尼謝克
派崔克·約翰·尼謝克（英語：Patrick John Neshek，1980年9月4日—），通稱派特（Pat），美國棒球運動員，是前美國職棒大聯盟的投手。尼謝克為2017年世界棒球經典賽美國代表隊成員，美國同時為該屆賽事冠軍。

## 外部連結
- 球員資訊和成績在MLB ，ESPN ，Retrosheet ，Baseball Reference ，Baseball Reference (Minors) ，Fangraphs ，The Baseball Cube （英文）
- Official Website
- 派特·尼謝克的X（前Twitter）
- 怪投本色－Pat Neshek - Ken Tseng - 運動視界Sports Vision （页面存档备份，存于）